# Nanchangosaurus suni
Il nanchangosauro (Nanchangosaurus suni) è un rettile acquatico estinto, di incerta collocazione sistematica. Visse nel Triassico inferiore (Olenekiano, circa 250 - 248 milioni di anni fa) e i suoi resti fossili sono stati ritrovati in Cina.

## Descrizione
Questo animale doveva essere lungo poco meno di un metro e di corporatura relativamente snella. Il cranio era lungo e terminava in una struttura simile a un becco, come quella degli attuali gaviali, ma priva di denti. Al contrario di animali simili come Hupehsuchus, Nanchangosaurus possedeva un osso frontale che partecipava al margine dell'orbita ed era piuttosto allungato, in maniera simile a quella osservata nei rettili diapsidi primitivi. Il corpo di Nanchangosaurus era relativamente allungato e snello, e possedeva vertebre dotate di apofisi allungate. Al di sopra delle vertebre erano presenti scudi ossei (osteodermi), che tuttavia non erano numerosi e grandi come in Hupehsuchus. 
Un'altra differenza rispetto a quest'ultimo era data dalla mancanza di ornamentazione di questi osteodermi. Nanchangosaurus possedeva quattro arti trasformati in strutture simili a pagaie, dotati di cinque dita ben distinte. Uno studio compiuto sull'esemplare tipo e su un altro esemplare scoperto in seguito (Chen et al., 2014b) ha messo in luce ulteriori caratteristiche di Nanchangosaurus, soprattutto riguardo alla notevole riduzione degli arti anteriori, che lo differenziano da Hupehsuchus. A quest'ultimo, tuttavia, è ulteriormente paragonabile per le spine neurali bipartite, le vertebre in eguale numero e una caratteristica flangia posteriore sulle costole dorsali.

## Classificazione
Nanchangosaurus suni venne descritto per la prima volta nel 1959 da Wang, sulla base di un esemplare praticamente completo proveniente dal distretto Hsunjian nella provincia di Hubei, in Cina. Dalla stessa formazione provengono alcuni esemplari dell'assai simile Hupehsuchus, di taglia leggermente maggiore e di proporzioni più robuste. Si suppone che l'esemplare di Nanchangosaurus rappresentasse un individuo giovane, ma altre differenze tra i due generi sono chiaramente non ontogenetiche ed escludono la possibilità che l'esemplare di Nanchangosaurus sia un Hupehsuchus immaturo. 

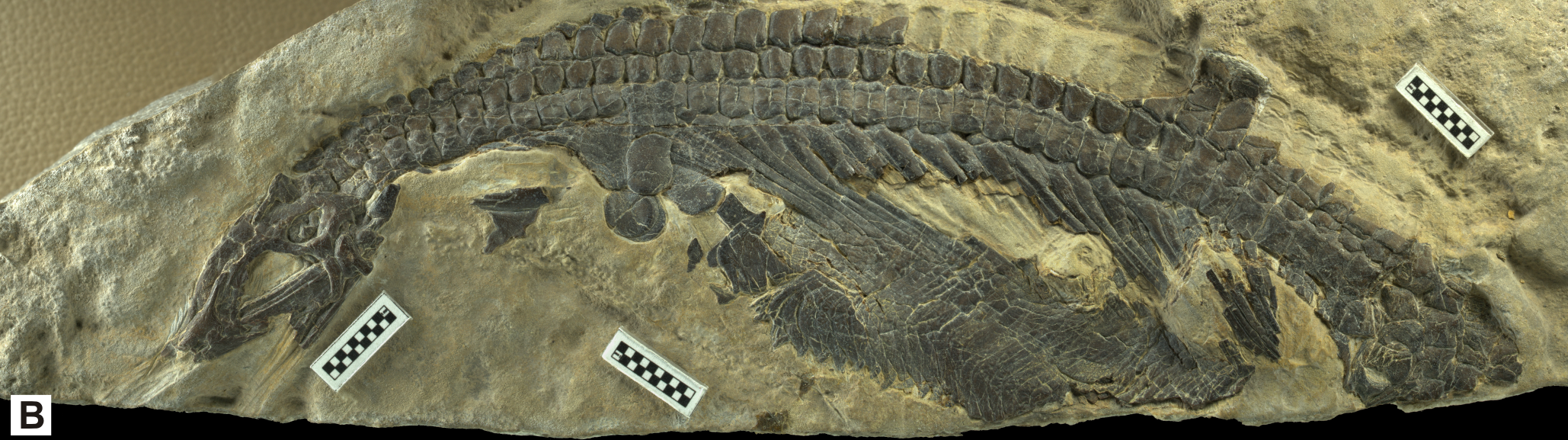
Fossile di Nanchangosaurus suni

È curioso notare come tutti gli esemplari di Hupehsuchus siano conservati in norma laterale, mentre l'olotipo di Nanchangosaurus sia preservato in norma dorsale: probabilmente questa differenza nella conservazione è dovuta al fatto che Hupehsuchus possedesse un corpo più compresso lateralmente. 
Nanchangosaurus e Hupehsuchus (insieme ad altri rettili enigmatici provenienti dal Triassico inferiore cinese, come Parahupehsuchus e forse Yuanansaurus) fanno parte di un clade noto come Hupehsuchia; questi rettili sono stati visti come possibili antenati degli ittiosauri, che ricordano ad esempio nella forma allungata del cranio e (in parte) nella morfologia degli arti. Altre caratteristiche, tuttavia, sembrerebbero allontanare gli Hupehsuchia dall'origine degli ittiosauri. Un'analisi cladistica eseguita nel 2014 indica che Nanchangosaurus potrebbe essere stato il più primitivo tra gli Hupehsuchia (Chen et al., 2014a). Nel 2003 è stata inoltre descritta sommariamente una nuova specie di Nanchangosaurus (N. yuananensis) che sembrerebbe essere dotata di sette dita nelle zampe anteriori (Li, 2003).